# Новоалександровка (Назаровский район)
Новоалександровка — деревня в Назаровском районе Красноярского края России. Входит в состав Степновского сельсовета.

## География
Деревня расположена в 60 км к югу от райцентра Назарово.

## Население
| 2010 |
| ---- |
| 109  |

Гендерный состав
По данным Всероссийской переписи населения 2010 года 56 мужчин и 53 женщины из 109 чел.